# Borić (ban)
Borić (znan i kao: Boricius, Borič, Bogir; prije 1154. – ?, nakon 1163.), prvi poznati bosanski ban koji je vladao od 1154. do 1164. godine. Ratovao je protiv bizantske vojske oko Braničeva, 1154. godine, i to zajedno s ugarskim kraljem. Protjeran je iz Bosne 1164. godine, kada vlast preuzima Bizant. Ban Borić se nakon toga više ne spominje u izvorima. Iz vladarske je kuće Boričevića.

## Životopis
Prema nekim povjesničarima u prvom redu Vladimiru Ćoroviću ban Borić rodio se 1125., a po nekima oko 1100. godine. Otac mu je bio izvjesni slavonski plemić Berislav. Prvi siguran spomen bana Borića imamo kod bizantskog pisca Ivana Kinama pri opisivanju ratovanja između Hrvatsko-ugarskog kraljevstva i Bizanta kod Braničeva 1154. godine. Vrlo je vjerojatno da je ban Borić Vrhbosnom vladao i prije toga, ali nema podataka kada je došao na vlast i u kojim okolnostima. Njegova postojbina utvrđena je prilično sigurno ali ne i njegovo pravo porijeklo. Njegova postojbina bila je srednja Slavonija, te ni jedan izvor ne može dokazati da je on bio iz Vrhbosne, jezgre bosanske banovine. Čak što više može se reći da je Borić bio doveden od strane ugarsko-hrvatskog kralja, koji je imao vrhovnu vlast nad Vrhbosnom, kao njegov vazal te da je i vladao uz njegovu suglasnost i potporu.
Sve od 1154. pa do 1163. godine o banu Boriću nema nikakvih vijesti. Nakon smrti hrvatsko-ugarskog kralja Gejze II. dolazi do žestokih borbi za prijestolje. U borbama su učestvovali Stjepan III., Ladislav II. i Stjepan IV, koga je podržavao bizantski car. Prvo je na vlast došao Ladislav, međutim ubrzo nakon toga umire i na vlast dolazi Stjepan IV., kome se priklonio i ban Borić. On se 1163. godine spominje u jednoj povelji kao svjedok i to na visokom mjestu dvorskih velikodostojnika, što ukazuje da je ban Borić bio vazal ugarsko-hrvatskog kralja a taj odnos nije mogao nastati 1163. nego je osnovan ranije. Godine 1163. pošlo je za rukom Gejzinom sinu Stjepanu III. da od svoga strica Stjepan IV. preuzme prijestolje i da se nagodi s Bizantom nakon čega je počeo progon pristalica Stjepana IV. u kojem je stradao i ban Borić. 
Vjekoslav Klaić navodi da Borić nije bio podanik već saveznik Ugarske te da je od Ugarske dobio Usoru i Soli preko koje je dospio u neki vid podložnog položaja.
Za bana Borića znamo još da se kao bosanski ban 1162-3. godine poklonio viteškom redu Templara selo Zdelje u Slavoniji. Taj poklon potvrđivali su i kasniji hrvatsko-ugarski kraljevi. Ovi podaci jasno govore da su se obiteljska imanja Borića nalazila u Slavoniji, također nakon što je zapao u nemilost kralja Stjepana III., Borić se najvjerojatnije sklonio na svoje posjede u Slavoniju gdje je najvjerojatnije i umro. Njegovo ime se nigdje u kasnijem periodu u Vrhbosni ne spominje dok se u Slavoniji spominje se njegovo ime i imena njegovih nasljednika desetinama pa i stotinama godina kasnije. U vrijeme vladavine bana Prijezde spominje se također da je ban Borić Templarima darovao zemlju, što prema Talociju ukazuje na određenu vezu između Borića i Prijezde pa i Borića i Ninoslava. On misli da je ta veza bila obiteljska. Ide još i dalje pa pretpostavlja da kolijevku dinastije Kotromanić možemo tražiti na ovim prostorima. Ban Borić je bio oženjen Lavicom, unukom kneza Stjepana od Bosne. S Lavicom je imao dvoje djece: Pavla i Stjepana.
U prijestoljnim borbama u ugarskom dijelu kraljevstva sudjelovao je na strani protivnika Stjepana III., pa ga je ovaj svrgnuo 1163. godine. Protjeran je iz Vrhbosne 1164. godine, kada vlast preuzima Bizant. Njegovi obiteljski (rodovski) posjedi nalazili su se u Požeškoj županiji (u ranom srednjem vijeku Cernik je središte velike župe od Save do Psunja u Pečuškoj biskupiji.), zapadne granice od Rudine i Cenika te uz istočne u blizini Broda, a prelazili su i na desnu obalu Save. Utvrda i posjed Cernik u pisanim spomenicima spominju se 1363. godine kao vlasništvo plemića Deževića (Desseffy de Csernek et Tarkeo), gdje je bila njihova prva utvrda (grad) Drinovac, nikada nije utvrđeno. Većina povjesničara slaže se da je utvrda Drinovac uvijek bila iznova obnavljana na istom mjestu, na prostoru današnjeg baroknog dvorca. U ranom srednjem vijeku odavde je poniklo pleme Borića, Berislavići, Desislavića koji su nosili uz prezime (nobiles de Chernuk), u tom se kraju u 13. – 15. stoljeća spominju njegovi potomci (generatio Borich bani). Postoji mišljenje da su Kotromanići također u srodstvu s Borićem i koji prema prema jednoj teoriji je iz krajeva oko Kutine, a postoji i druga teorija da potječu iz Donjih kraja.

## Vanjske poveznice
- Povijest.net Zlatko Lukić: »Ban Borić (1141.-1164.)«
- Geni.com – Borić Ban of Bosnia
- Bosnia the Good: Tolerance and Tradition,  Rusmir Mahmutćehajić

| Prethodnik:                   | Bosanski ban 1154. – 1163. | Nasljednik:            |
| Ladislav II. Tomaš Vukmirović | Bosanski ban 1154. – 1163. | Kulin Manuel I. Komnen |